# Voliéra

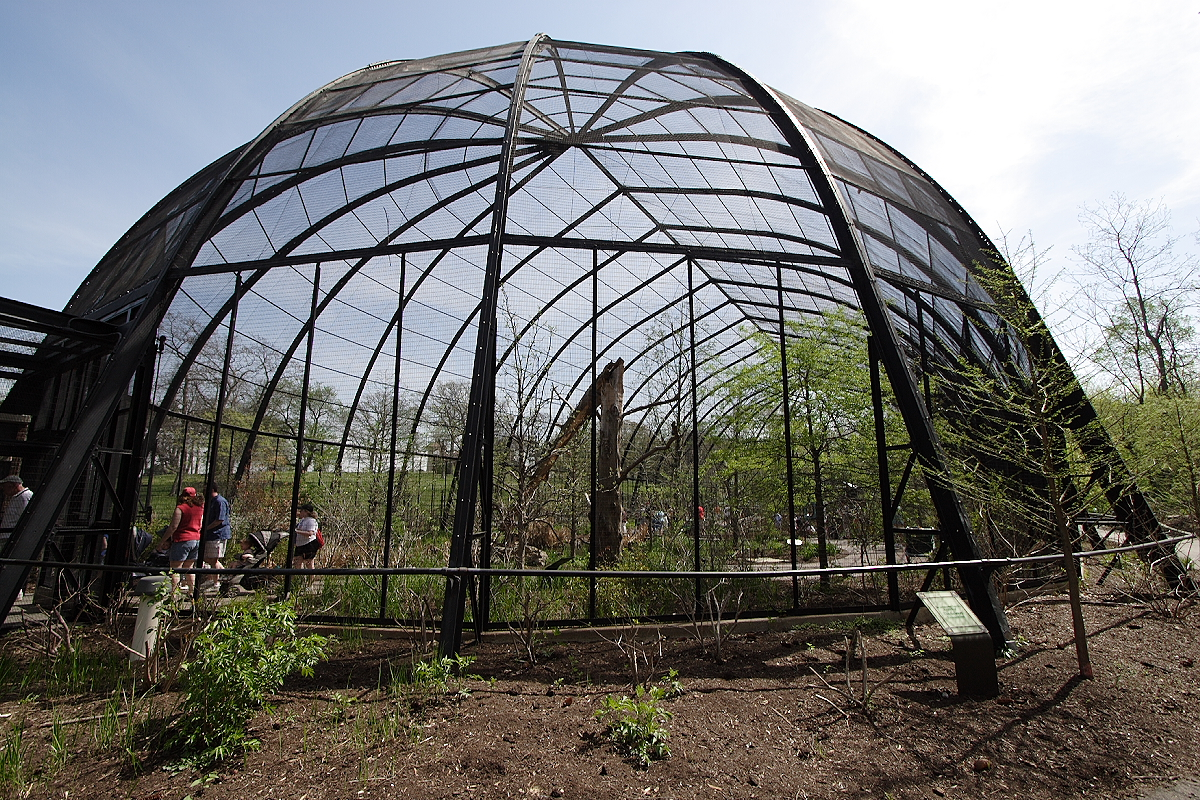
Venkovní voliéra v zoologické zahradě Saint Louis, USA

Voliéra (z francouzského volière) je prostorná klec pro chov ptáků v zajetí. Voliéra je tvořena podezdívkou, na níž je přidělána klec z různých materiálů. 
Voliéry se nacházejí v parcích a zahradách, na zámcích a v zoologických zahradách. Chováme zde ptactvo vyžadující speciální nároky (zejména na prostor), ale také zde zvířata chováme jen z důvodu, že tady vynikají lepé než v klasických klecích. Často se zde setkáváme s bažanty, křepelkami, papoušky, ale i s exoty, s dravci a dokonce i s vodním ptactvem.

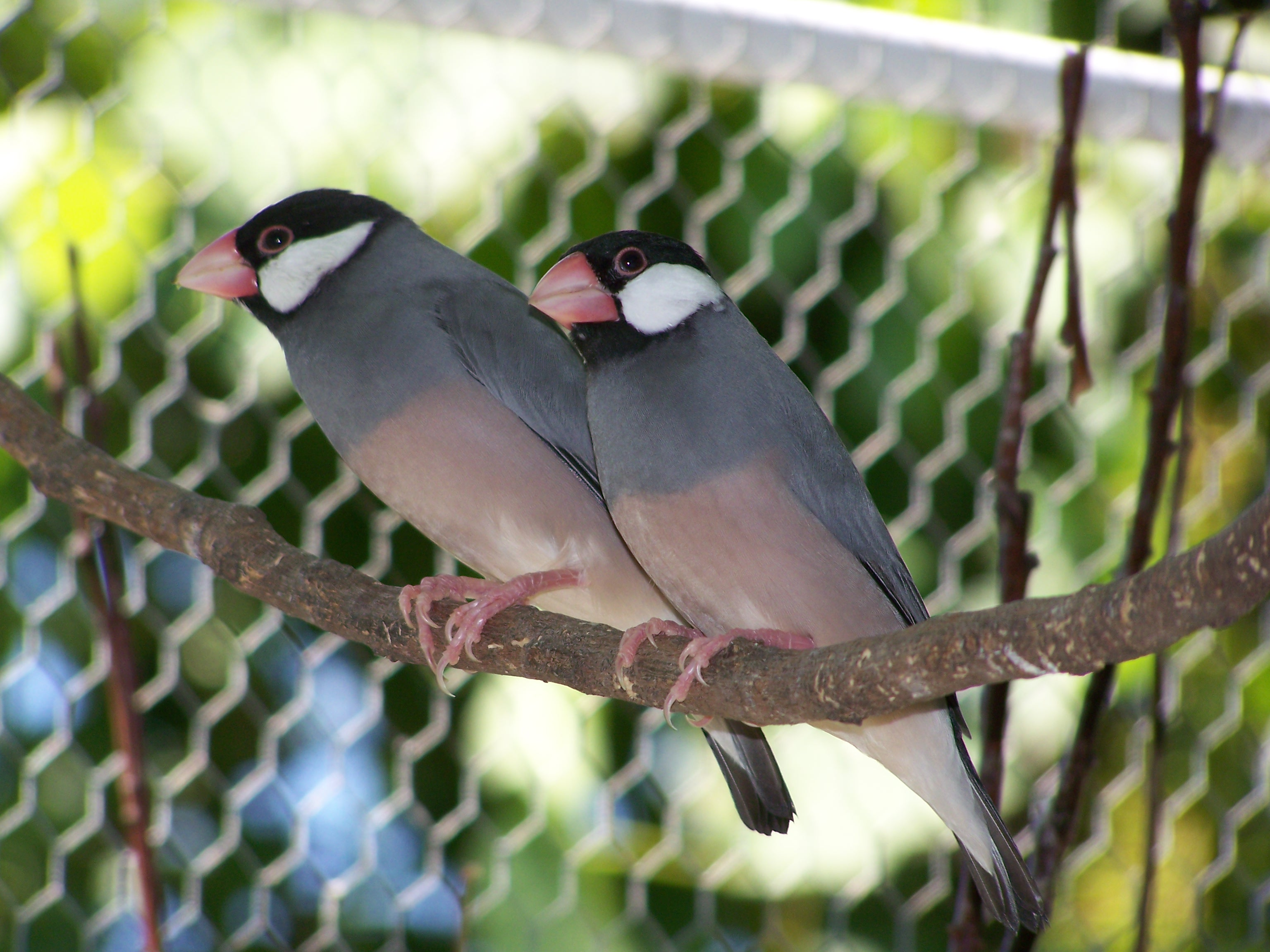
Rýžovník šedý v zahradní voliéře

## Externí odkazy

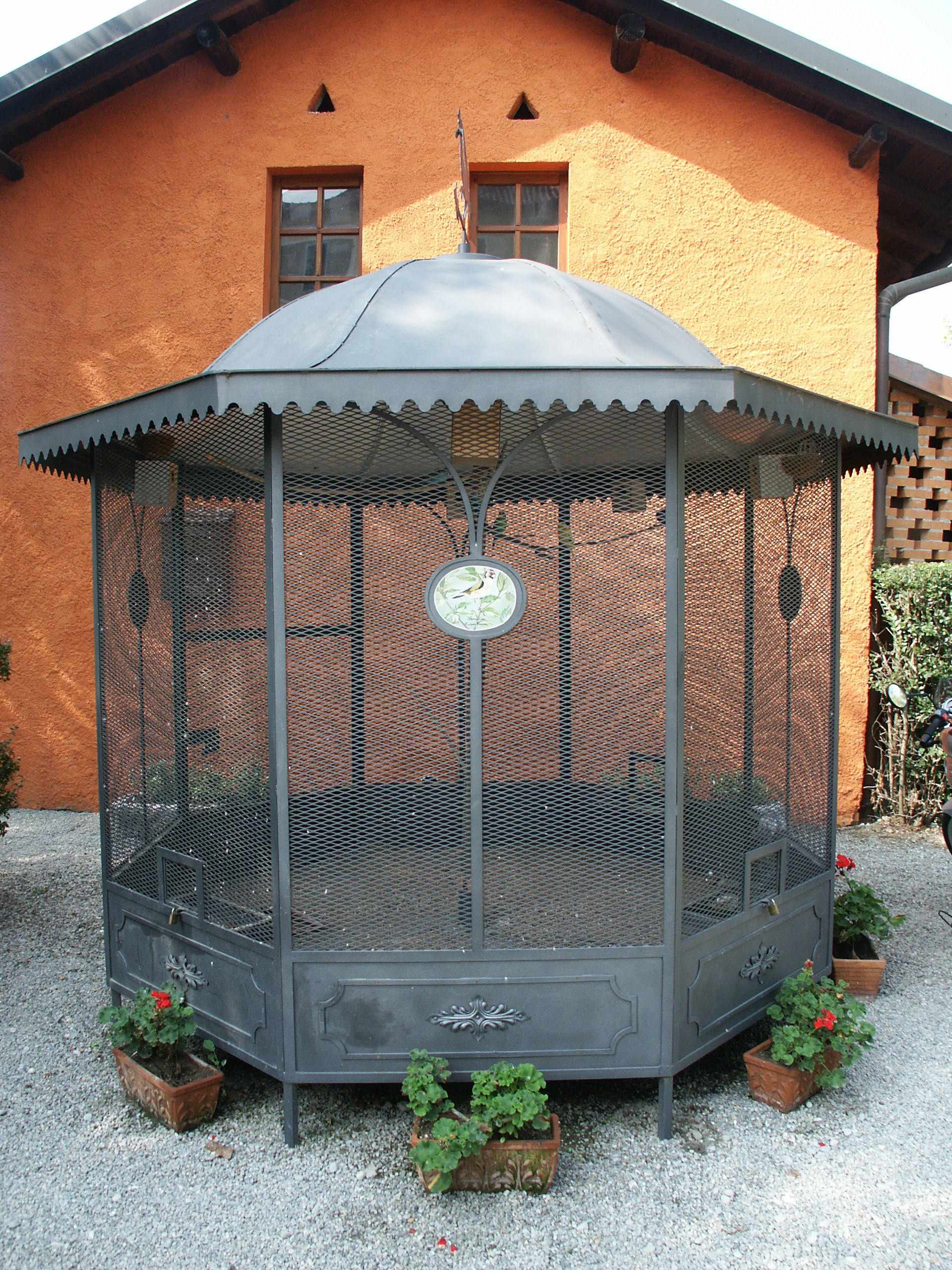
Zahradní voliérka